# مری آکشالوف
مری آکشالوف (قزاقی: Мерей Төлегенұлы Ақшалов؛ زادهٔ ۸ مهٔ ۱۹۸۸) بوکسور اهل قزاقستان است.